# Bodelschwinghstraße 75 (Weimar)
Das Wohnhaus Bodelschwinghstraße 75 ist eine 1904 entstandene Villa oberhalb des Horn in der Parkvorstadt von Weimar. Bauherr war der Weimarer Antiquar Karl Louis Wolfgang Bach (1856–1943).

## Geschichte
Christiane Weber leitet das Kapitel Bodelschwinghstraße 75 (ehemals Besselstraße 41) folgendermaßen ein: „Üblich war im 19. Jahrhundert das Baden in der Ilm. Bei der Walkmühle wurde bereits 1847 eine Badeanstalt eingerichtet. 1848 gründete sich der Bade- und Schwimmverein und eröffnete 1852 eine neue Bade- und Schwimmanstalt westlich des heutigen Schwanseebades. Badeanstalten haben in Weimar also eine lange Tradition. Ein Kuriosum dagegen war das Luftbad  Wolfgang Bachs, das der namhafte Antiquar von 1904 bis 1914 neben seinem Wohnhaus in der Besselstraße, heute Bodelschwinghstraße, betrieb. Anfangs belächelt, dann immer zahlreicher genutzt, bot es in zugeknöpften Zeiten unkonventionelle Freiräume. In seinem Haus richtete Wolfgang Bach zudem ein Abstinenz-Restaurant ein. Und er hatte auch damit Erfolg.“ Grund für derlei Einrichtung  war die einerseits als einengend empfundene Atmosphäre der Stadt und andererseits für einen preiswerten Eintritt die Gelegenheit ein Sonnenbad und Zufluchtsort zu haben. Ein weiterer Grund lag in der um die Jahrhundertwende zum 20. Jahrhundert von der Jugendbewegung idealisierte Bild eines sportlichen und sonnengebräunten Körper, der die Entstehung der Einrichtung begünstigte. Nicht zuletzt war es wohl auch die Nähe der Kasernen, die zusätzlich dieses frequentieren ließen. In seine Badeanstalt kam auch Prominenz. Dazu gehörte die Schauspielerin Lil Dagover, der Maler Sascha Schneider und der „Naturapostel“ Gustav Nagel aus Arendsee. Auch Franz Kafka nutzte es vermutlich. Bachs wissenschaftliches Antiquariat befand sich allerdings nicht hier, sondern in der Seifengasse, später in der Parkstraße 3 (heute Puschkinstraße). Er gründete es 1886. Bach war Patenkind vom Goethe-Enkel Wolfgang von Goethe. Bach war eigentlich gelernter Schornsteinfeger, der aber infolge eines Sturzes vom Dach in dem Beruf nicht mehr arbeiten konnte. Sein Antiquariat musste 1929 wegen der schlechten wirtschaftlichen Lage schließen. Dem Kenner Weimars Bach, der auch für die großherzogliche Bibliothek Besorgungen machte, auch Gemälde ankaufte, wurde der Nachlass von Ferdinand Streichhan und Ernst von Wildenbruchs zur Veräußerung anvertraut. Bachs Luft- und Lichtbad Oberweimar fand Eingang als Kat. 63 in den Katalogband zur Sonderausstellung Krieg der Geister, die 2014 im Neuen Museum stattfand.
Baulich hatte die Villa viel von ihrer einstigen noblen Substanz eingebüßt, die für Bach im Wesentlichen eine direkte Verbindung zur Natur sein sollte, weshalb er die Außenwände möglichst dünn errichten ließ. Bemerkenswert ist das Treppenhaus mit seinen Fresken. Verloren ging der Vorbau mit Säulen und der Balkon. Seine Lage war gewählt wegen seiner beschaulichen Ruhe, die die Umgebung ausstrahlte. Der Verkehr heutzutage lässt eine solche allerdings nicht mehr zu. Das Gelände, auf dem Bach seine Villa und sein Bad errichten ließ mit dem angrenzenden Gartengelände hatte mehr als 2000 Quadratmeter. Das erwähnte Abstinenz-Restaurant ließ er im Wohnhaus einrichten. Es galt nicht nur Alkoholverbot, sondern auch Rauchverbot. In seinem Wohnhaus traf sich der „Orden der Guttemple“ im sogenannten „Carl-August-Zimmer“ und der Naturheilverein.
Das Gebäude war bis 1959 im Familienbesitz geblieben, als es dann von der Kommunalen Wohnungsverwaltung weitergeführt wurde. Mitte der 1990er Jahre wurde es an die Erben rückübertragen. An eine zeitnahe denkmalgerechte Restaurierung und Sanierung wurde laut Christiane Weber gedacht, als ihr zweiter Band zu den Weimarer Villen 1997 erschien. Ein gegenüber dem ursprünglichen Zustand vereinfachter Balkon ist wieder dran. Die alte Säulenstellung ist es allerdings nicht mehr. Es sind zwei Stützbalken gegenüber ursprünglich vier Säulen.
Die Geschichte mit Bachs Luftbad ist über die Jahrzehnte weitgehend in Vergessenheit geraten, so sehr, dass im Weimar. Lexikon zur Stadtgeschichte in dem die Badeanstalten der Stadt betreffenden Artikel weder Wolfgang Bach, noch seinem Luftbad Erwähnung getan wurde.